# Спајк Џоунз
Спајк Џоунз (енгл. Spike Jonze; Роквил, 22. октобар 1969) амерички је глумац, сценариста, продуцент и режисер филмова, телевизијских серија, музичких спотова и реклама. Филмску каријеру започео је као режисер драма Бити Џон Малкович и Адаптација сценаристе Чарлија Кауфмана, да би касније самостално снимио филмове Тамо где су дивље ствари и Она, који му је донео награде Оскар и Златни глобус за најбољи оригинални сценарио.
Џоунз је такође познат као аутор великог броја музичких спотова и често је сарађивао са Бјорк, Фетбој Слимом и бендовима Визер, Бисти Бојс и Р. Е. М. Један је од креатора и извршних продуцената МТВ-јеве емисије Jackass и ко-сценариста неколико спин-оф филмова који су снимљени по завршетку емитовања серијала. Такође је један од оснивача продуцентске куће „Palm Pictures“ и скејтбординг компаније „Girl Skateboards“.

## Филмографија
| Година    | Српски назив             | Изворни назив | Режисер | Сценариста | Продуцент | Глумац | Напомене |
| --------- | ------------------------ | ------------- | ------- | ---------- | --------- | ------ | --- |
| 1997.     | Игра                     |               | Не      | Не         | Не        | Да     | |
| 1999.     | Три краља                |               | Не      | Не         | Не        | Да     | |
| 1999.     | Бити Џон Малкович        |               | Да      | Не         | Не        | Не     | Филмски фестивал у Венецији - награда FIPRESCI номинација - Оскар за најбољег режисера номинација - Награда Емпајер за најбољег новајлију |
| 2000−2002 |                          |               | Не      | Да         | Да        | Да     | |
| 2002.     | Адаптација               |               | Да      | Не         | Не        | Не     | номинација - Златни медвед |
| 2006.     | Пад                      |               | Не      | Не         | Да        | Не     | |
| 2006.     | Синегдоха, Њујорк        |               | Не      | Не         | Да        | Не     | |
| 2009.     | Тамо где су дивље ствари |               | Да      | Да         | Не        | Не     | |
| 2011.     | Формула успеха           |               | Не      | Не         | Не        | Да     | |
| 2013.     | Она                      |               | Да      | Да         | Да        | Да     | Оскар за најбољи оригинални сценарио номинација - Оскар за најбољи филм                                                                   |
| 2013.     | Вук са Вол Стрита        |               | Не      | Не         | Не        | Да     | |
| 2014.     |                          |               | Не      | Не         | Да        | Да     | |
| 2021.     | Певајмо 2                |               | Не      | Не         | Не        | Да     | |
| 2022.     | Вавилон                  |               | Не      | Не         | Не        | Да     | |